# Brassaiopsis chengkangensis
Brassaiopsis chengkangensis là một loài thực vật có hoa trong Họ Cuồng cuồng. Loài này được Hu mô tả khoa học đầu tiên năm 1940.